# Mount Dawson (Antarktika)
Mount Dawson ist ein 2695 m hoher Berg im westantarktischen Ellsworthland. Er ragt 4 km nordwestlich des Mount Reimer in der Sentinel Range des Ellsworthgebirges auf.
Entdeckt wurde er von der sogenannten Marie Byrd Land Traverse Party, einer Mannschaft vorwiegend zur Erkundung des Marie-Byrd-Lands zwischen 1957 und 1958. Diese benannte den Berg nach Merle Dawson (1906–1986), Major der United States Army, der von November bis Dezember 1956 die Errichtung eines Landwegs zwischen der Station Little America V und der Byrd-Station leitete und von 1965 bis 1970 in der Abteilung des Polarprogramms der National Science Foundation Projektmanager für Schiffseinsätze war.